# Biała Skała (Pieniny Spiskie)

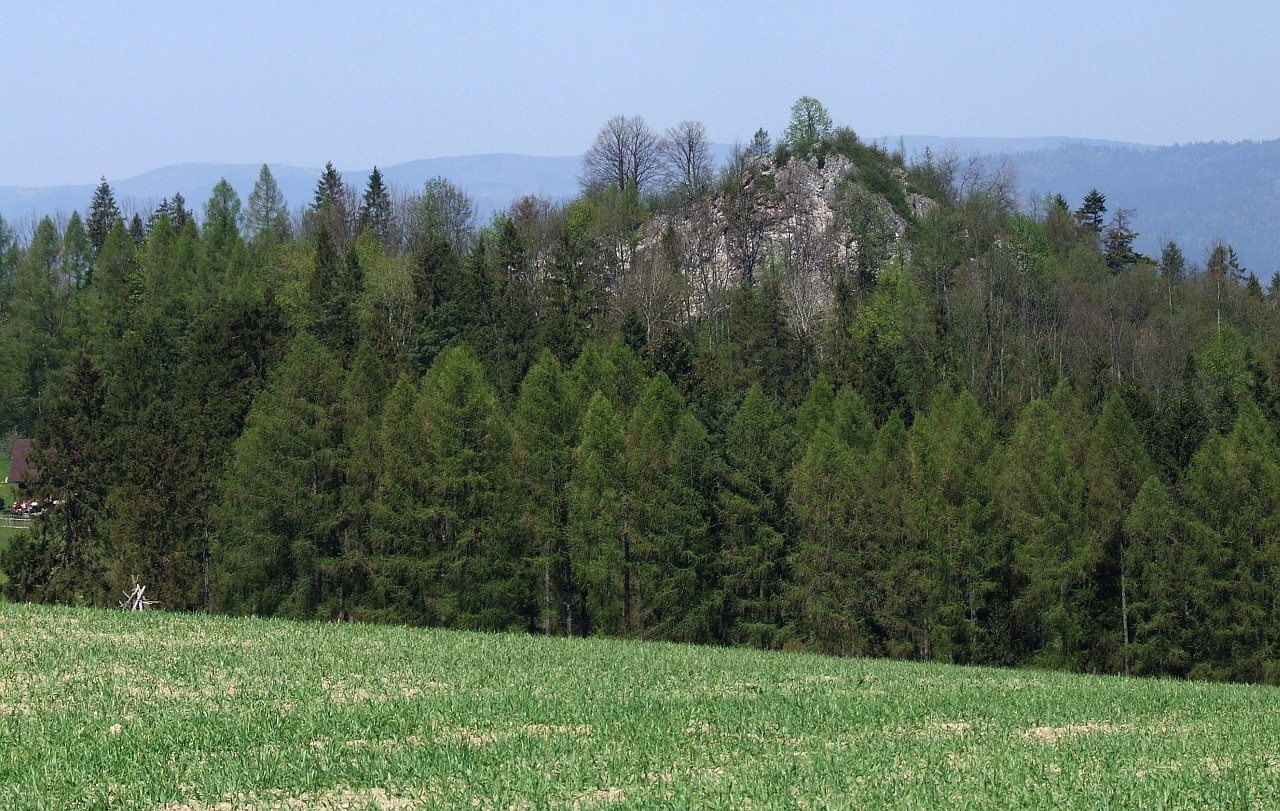
Biała Skała, widok z grzbietu Tabor

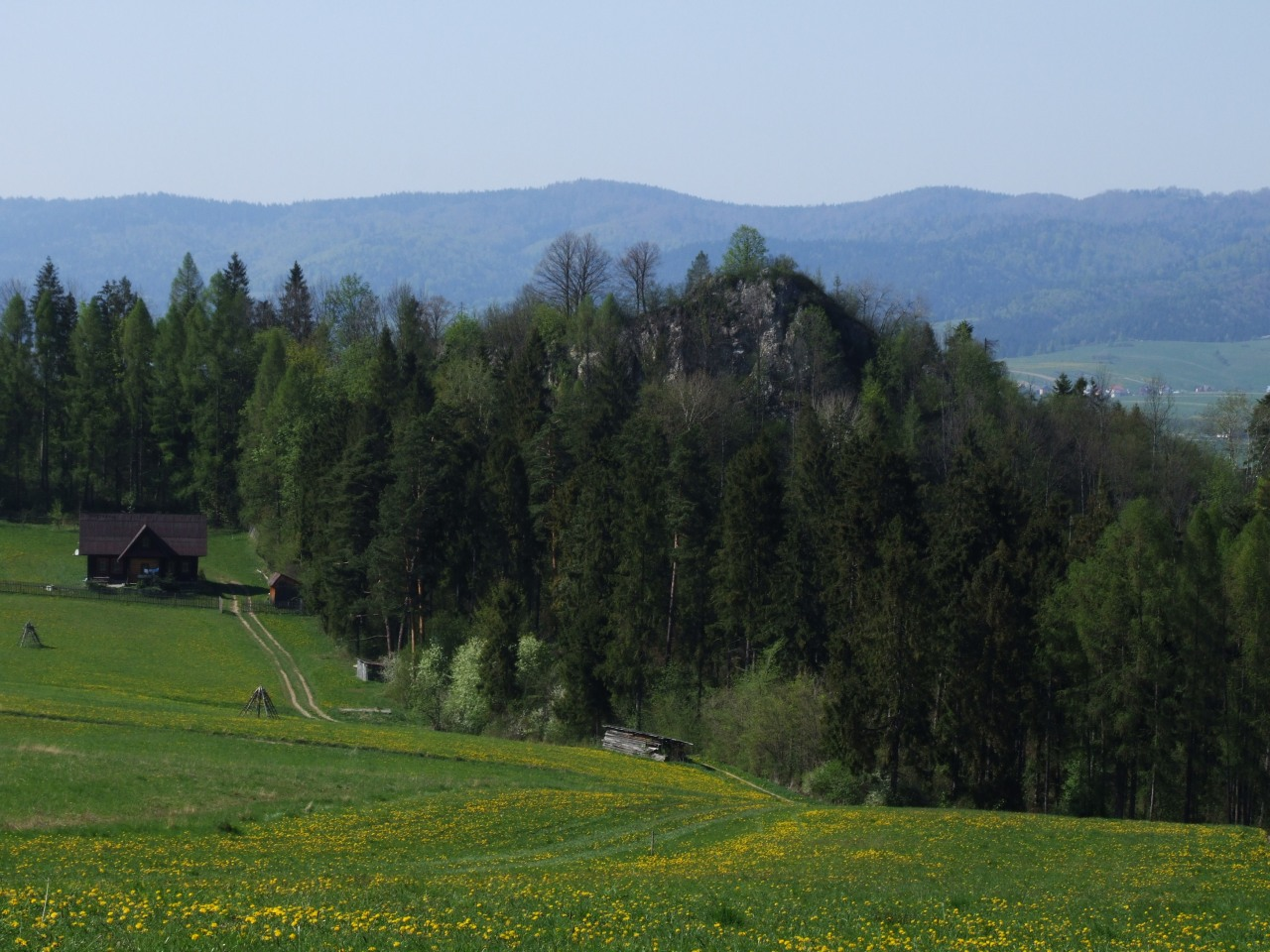
Biała Skała i widok na Pasmo Lubania

Biała Skała – pojedyncza skała w Pieninach Spiskich, wznosząca się nad wsią Niedzica-Zamek na wysokość 636 m n.p.m. Znajduje się we wschodniej części Pienin Spiskich, nad Zbiornikiem Czorsztyńskim, do którego opada wschodni grzbiet tego pasma, tzw. Tabor. Biała Skała znajduje się na jego północnych stokach. Na wierzchołek nie prowadzą szlaki turystyczne. Sama skała jest dobrze widoczna z dużych odkrytych terenów grzbietu Tabor (łąki), przez które prowadzi czerwony szlak turystyczny Niedzica–Dursztyn. Skała znajduje się w niedużym lesie, ponad którym bieleją jej wapienne, stromo podcięte i gołe ściany. Obok skały pojedynczy dom, a z obydwu jej stron spływają wprost do Zbiornika Czorsztyńskiego dwa niewielkie potoki.
Z rzadkich roślin występuje tutaj kokorycz żółtawa.